# Sinikka Mönkäre
Taru Sinikka Mönkäre, née Toikka le 6 mars 1947 à Sippola, est une femme politique finlandaise, membre du Parti social-démocrate de Finlande (SDP).

## Biographie

### Carrière politique
Au mois de mars 1987, elle est élue députée à la Diète nationale, un mandat qu'elle perd dès le scrutin suivant, en mars 1991. Quatre ans plus tard, elle est de nouveau élue et entre, le 13 avril 1995, dans le premier gouvernement du social-démocrate Paavo Lipponen, en tant que ministre des Affaires sociales et de la Santé.
À l'issue de son mandat, le 15 avril 1999, elle devient ministre du Travail du gouvernement Lipponen II. Lors du remaniement qui intervient le 25 février 2000, elle est remplacée par Tarja Filatov et part occuper les fonctions de ministre du Commerce et de l'Industrie.
Le 17 avril 2003, la libérale Anneli Jäätteenmäki constitue son cabinet, dans lequel Sinikka Mönkäre retrouve ses fonctions de ministre des Affaires sociales et de la Santé. Lorsque Matti Vanhanen doit former à son tour un gouvernement le 24 juin suivant, elle est maintenue à son poste. Finalement, le 23 septembre 2005, elle demande à quitter son ministère à l'occasion d'un remaniement gouvernemental.

### Retrait de la politique
Elle continue de siéger à la Diète nationale jusqu'au 31 janvier 2006, lorsqu'elle est choisie comme présidente de RAY, la société publique de gestion des jeux et paris en ligne. Elle occupe cette responsabilité jusqu'en 2012.

### Vie privée
Mère de deux enfants nés en 1970 et 1976, elle est mariée depuis 1996 avec l'homme d'affaires Juha Laisaari et réside à Imatra, en Carélie du Sud.